# Friedrich Emil Klein
Friedrich Emil Klein (* 3. März 1841 in Elberfeld; † 1. Dezember 1921 in Düsseldorf) war ein deutscher Maler der Düsseldorfer Schule.

## Leben
Von seinem Vater, einem bedeutenden Zeichner, erhielt Klein ersten Zeichen- und Malunterricht. Von 1857 bis 1860 besuchte er die Kunstakademie Düsseldorf. Dort waren Karl Müller und Karl Ferdinand Sohn seine wichtigsten Lehrer. 1860 ging er nach Antwerpen. 1862 wurde er Atelierschüler bei Julius Schrader in Berlin. 1864 heiratete er in Dortmund die Dichterin Friederika Wilhelmina Ada von Diepold (* 1844), Tochter des Kupfergrubenbesitzers Carl Theodor von Diepold (1810–1862) und dessen Ehefrau Susanne Cornelia Maria, geborene von Beaufort (* 1807). Das Paar hatte fünf Söhne und drei Töchter, unter ihnen die späteren Maler  Leo, Julian und Maximilian (Max) Klein von Diepold sowie den späteren Kunstschriftsteller Rudolf Klein-Diepold, den Ehemann der Malerin Julie Wolfthorn. In den 1860er Jahren wohnte die Familie in Köln. 1872 zog sie nach Kassel-Wilhelmshöhe. 1873/1874 siedelte sich Klein mit seiner Familie dauerhaft in Düsseldorf an, wo er 1889 in der Schützenstraße 53 wohnte. In den 1880er Jahren (1881, 1886) erhielt er Aufträge des Fürsten Georg zu Solms-Braunfels. Hierzu hielt er sich in Braunfels auf.

## Werke (Auswahl)

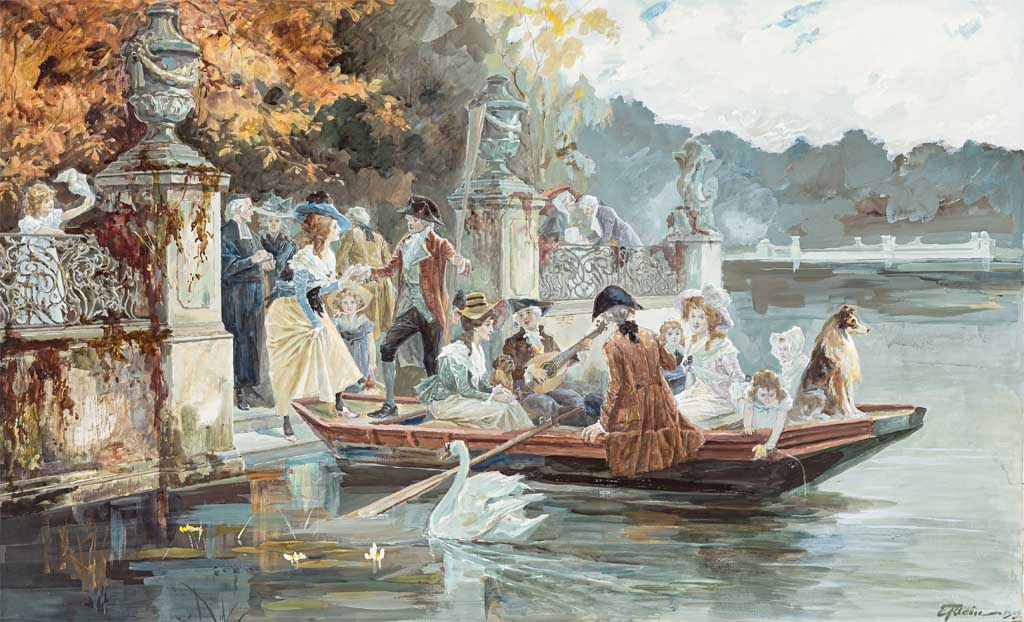
Festliche Gesellschaft in Rokoko-Kostümen zu Boot in herbstlicher Parklandschaft, Gouache, 1909

- Porträt einer Dame mit Falken, 1876
- Spätsommerwald, 1890
- Allegorie auf den Sommer, 1891
- Bismarck verkündet das Sozialistengesetz, 1909, Otto-von-Bismarck-Stiftung[5]
- Festliche Gesellschaft in Rokoko-Kostümen zu Boot in herbstlicher Parklandschaft, Gouache, 1909
- Szene aus dem Deutsch-Französischen Krieg
- Kavalleristen-Überfall
- Der Hundert-Tage-Kaiser (Kaiser Friedrich III. zu Pferde)
- Hunnenzug[6]